# Genoveva Añonma
Genoveva Añonma Nze (Malabo, 19 marzo 1989) è una calciatrice equatoguineana, attaccante del Leones Vegetarianos e della nazionale equatoguineana.

## Carriera

### Club
Genoveva Añonma iniziò la propria carriera in Guinea Equatoriale giocando con la squadra dell'Águilas Verdes de Malabo, società della città di nascita, fino al 2005. Dal 2006 al 2007 si trasferisce a Pretoria, in Sudafrica, accettando la proposta del Mamelodi Sundowns, sezione femminile dell'omonimo club.
Nel 2009 si trasferisce in Europa, sottoscrivendo un contratto con lo Jena per affrontare l'avventura della Frauen-Bundesliga, il massimo livello del campionato tedesco femminile di calcio. Con lo Jena resta due stagioni per poi passare al Turbine Potsdam.
Con la squadra di Potsdam conquista un campionato tedesco e debutta in UEFA Women's Champions League dove gioca per due stagioni, 2012-2013 e 2013-2014, totalizzando (all'aprile 2014) 16 presenze con uno score personale di 6 reti. Rimane con la squadra tedesca fino all'inizio del 2015, congedandosi con un tabellino personale di 51 reti siglate in 59 incontri.
Il 24 febbraio 2015 il Portland Thorns FC annuncia di aver trovato un accordo con Añonma per la stagione 2015 che si trasferisce negli Stati Uniti d'America per indossare la maglia della squadra di Portland e giocare in National Women's Soccer League. Con il Portland Thorns scende in campo 12 volte su 20 incontri, siglando una rete e contribuendo a conquistare il sesto posto in campionato; nell'ottobre 2015 decide di lasciare la società.
Nel 2016 accetta la proposta del Suwon FMC per giocare con la squadra la sudcoreana di Suwon in WK League, il massimo livello del campionato nazionale, dalla stagione entrante. L'avventura sudcoreana è durata poco e per la stagione 2016-2017 si è accordata con l'Atlético Madrid, disputando la Primera División spagnola.

## Palmarès

### Club
- Campionato tedesco: 1

Turbine Potsdam: 2011-2012
- Campionato spagnolo: 1

Atlético Madrid: 2016-2017

### Nazionale
- Campionato africano femminile di calcio: 2

2008, 2012

### Individuale
- African Women's Footballer of the Year: 1

2012